# 司法院
25°02′17″N 121°30′44″E / 25.0379496°N 121.5121027°E
司法院是中華民國最高司法機關，簡稱司院，為中華民國「五權憲法」制度下的國家機關之一，掌理民事、刑事、行政訴訟的審判事務、公務員（含司法官）懲戒；設大法官15人，司法院院長、副院長亦從大法官中各選出一人擔任，並組成憲法法庭審理憲法審查案件、統一解釋法令、總統副總統彈劾案、政黨違憲解散案。
司法院的職權為各法院間的行政事務、提出年度司法概算、以及召開憲法法庭，本身並不職司违宪审查以外的審判權，而是由該院轄下的各級普通法院、行政法院、懲戒法院實行該權力。另在省虛級化後，司法院為中華民國唯六僅存設置「廳」為主要內部單位的機關，其餘為最高法院、最高行政法院、懲戒法院、最高檢察署及審計部。

## 歷史

### 中國大陸時期
清光緒三十二年（1906年），清政府將六部中的刑部改制為「法部」，設置司法大臣，職司全國的審判及檢察事務；民國元年（1912年），中華民國臨時政府於南京成立，復將法部改制成「司法部」，掌理全國的司法行政及審判業務，為司法院的前身機關。
1928年，國民革命軍北伐成功後，依據孫中山主張的五權分立，10月8日公布《國民政府組織法》，設置司法院，職掌全國的司法與行政審判、司法行政及官吏懲戒等權力，並有特赦、減刑及恢復公民權的提請權；10月10日，中國國民黨籍的王寵惠就任司法院首任院長；11月16日，國民政府於南京正式成立司法院，為中華民國最高司法機關，轄有司法行政部（法務部前身）、最高法院、最高行政法院及公務員懲戒委員會。
1931年12月26日，中国国民党第四次全国代表大会（四屆一中全會）決定，將司法行政部改隸屬行政院，而司法院院長兼任最高法院院長，副院長兼任公務員懲戒委員會委員長；1934年10月4日，國民黨中央政治會議又決定，司法行政部重歸司法院；同年11月，原隸屬司法行政部的「法官訓練所」改歸司法院直轄；1935年12月，司法院增設「法規委員會」。直至對日抗戰前，司法院的直屬機關維持有二院、一部、一所及二委員會。同年（1935年），於南京市中山路興建司法院大樓（今南京市供電局），竣工後即由司法院、司法行政部及公務員懲戒委員會在該處辦公。
1937年，對日抗戰爆發，日軍逐漸逼近南京，首都日危，國民政府遂遷往重慶，司法院也遷至重慶的義林醫院（今重慶市中山醫院）門診樓，與立法院及蒙藏委員會合署辦公；1944年，司法行政部復改隸屬行政院；1945年抗戰勝利後，司法院復遷回南京原址；1947年3月31日，國民政府依據1月公布的《中華民國憲法》第八十二條規定制定公布《司法院組織法》全文十二條，司法院設有三庭、二會、二處及二室；1949年1月6日，司法院「大法官會議」做出對憲法的第一號解釋（釋字第一號），明示立法委員不得兼任官吏；同年4月，南京司法院的主建物於第二次国共内战中遭焚毀，僅臨路的歐式風格大門倖存。

### 臺灣時期
1950年中華民國政府遷往臺灣後，司法院也隨之遷至臺北市，於原臺灣日治時期的臺灣總督府高等法院辦公廳舍，與最高法院及臺灣臺北地方法院合署辦公；1980年7月1日，中央政府實施「檢審分隸」，將原隸屬於司法行政部的高等法院以下各級法院改隸於司法院，而司法行政部改制為「法務部」，仍隸屬行政院，以此釐清司法權與行政權的分際，司法院至此方得監管各級法院。
1990年代，《中華民國憲法》歷經數次增修，司法院的組織及職權也有所變動：
- 1992年5月28日，總統公布憲法增修條文（第二次修憲），將司法院院長、副院長及大法官經總統提名後的同意任命權改由國民大會行使（原由監察院行使），並於司法院內設憲法法庭，賦予其對於政黨違憲解散事項的審理權。
- 1997年7月21日，總統公布憲法增修條文（第四次修憲），明定司法院大法官為十五人（此前僅規定「若干人」），任期八年，正副院長均具有大法官身分，且自2003年起實行大法官任期交錯，以利經驗傳承；另規定司法院所提出的司法概算，行政院不得刪改，僅得加註意見，以利司法預算的獨立。
- 2000年3月24日，司法院大法官會議做出釋字第四九九號解釋，宣告國民大會於1999年9月4日表決通過並經總統於9月15日公布施行的憲法增修條文（第五次修憲）違憲，即日起失其效力，第四次修憲的規定繼續適用。
- 2000年4月25日，總統公布憲法增修條文（第六次修憲），將司法院大法官的同意任命權改由立法院行使，而大法官除由法官轉任者外，不適用憲法保障的終身職待遇。

司法院於1999年7月間召開「全國司法改革會議」，並於7月26日公布會議結論及改革的具體時間表，其中的〈司法院定位〉部份宣示將分階段達成「金字塔型訴訟制度」，使司法院成為一個實質審判機關，以符合憲法規定。
2008年5月16日，司法院會議通過《司法院組織法》等三部法律的修正草案，欲透過修法使司法院成為最高審判機關，方符合憲法及大法官會議釋字第五三〇號解釋的意旨，但因社會各界意見分歧，至今尚無進展。
2011年6月14日，立法院三讀通過《法官法》，並於7月6日由總統公布，將散見於各法規的法官人事規定統一於此專法，健全法官人事制度。
2012年5月10日，為使人民參與司法審判，以提升審判的透明度及民眾對司法的信心，司法院第一四三次院會通過《人民觀審試行條例草案》，函送行政院會銜完成，並於6月14日送請立法院審議。因該法案將大幅變革法庭的審理秩序，爭議性大，故立法院審查至今。
2020年7月22日，立法院三讀通過《國民法官法》，除少年刑事案件與毒品危害防制條例案件，由法官3人及國民法官6人共同組成國民法官法庭共同進行審判。

## 司法院大法官

### 任命與資格
司法院設有大法官十五人，並以其中一人為院長、一人為副院長，由總統提名，並經立法院同意任命。依据《司法院組織法》第四條之規定，司法院大法官應當具有下列資格之一：
- 一、曾任實任法官十五年以上而成績卓著者。
- 二、曾任實任檢察官十五年以上而成績卓著者。
- 三、曾實際執行律師業務二十五年以上而聲譽卓著者。
- 四、曾任教育部審定合格之大學或獨立學院專任教授十二年以上，講授法官法第五條第四項所定主要法律科目八年以上，有專門著作者。
- 五、曾任國際法庭法官或在學術機關從事公法學或比較法學之研究而有權威著作者。
- 六、研究法學，富有政治經驗，聲譽卓著者。

具有前項任何一款資格之大法官，其人數不得超過總名額三分之一。第一項資格之認定，以提名之日為準。

### 現任大法官
| 職稱               | 姓名     | 任命資格 | 任命總統 | 任命總統 | 立法院人事同意權投票 | 立法院人事同意權投票 | 立法院人事同意權投票 | 立法院人事同意權投票         | 任期                         |
| 職稱               | 姓名     | 任命資格 | 任命總統 | 任命總統 | 屆次                 | 同意票               | 不同意票             | 無效票                       | 任期                         |
| ------------------ | -------- | -------- | -------- | -------- | -------------------- | -------------------- | -------------------- | ---------------------------- | ---------------------------- |
| 大法官並為代理院長 | 謝銘洋   | 依第四款 | 第十四任 | 蔡英文   | 第九屆               | 71                   | 0                    | 0                            | 2019年10月1日－2027年9月30日 |
| 大法官並為副院長   | 出缺     | 出缺     | 出缺     | 出缺     | 出缺                 | 出缺                 | 出缺                 | 出缺                         | 出缺                         |
| 大法官             |          |          |          |          |                      |                      |                      |                              |                              |
| 呂太郎             | 依第一款 | 第十四任 | 蔡英文   | 第九屆   | 68                   | 1                    | 2                    | 2019年10月1日－2027年9月30日 |                              |
| 蔡宗珍             | 依第四款 | 第十四任 | 蔡英文   | 第九屆   | 71                   | 0                    | 0                    | 2019年10月1日－2027年9月30日 |                              |
| 楊惠欽             | 依第一款 | 第十四任 | 蔡英文   | 第九屆   | 67                   | 3                    | 1                    | 2019年10月1日－2027年9月30日 |                              |
| 朱富美             | 依第二款 | 第十五任 | 蔡英文   | 第十屆   | 62                   | 1                    | 3                    | 2023年10月1日－2031年9月30日 |                              |
| 蔡彩貞             | 依第一款 | 第十五任 | 蔡英文   | 第十屆   | 62                   | 3                    | 1                    | 2023年10月1日－2031年9月30日 |                              |
| 陳忠五             | 依第四款 | 第十五任 | 蔡英文   | 第十屆   | 63                   | 1                    | 2                    | 2023年10月1日－2031年9月30日 |                              |
| 尤伯祥             | 依第六款 | 第十五任 | 蔡英文   | 第十屆   | 64                   | 1                    | 1                    | 2023年10月1日－2031年9月30日 |                              |

### 職權

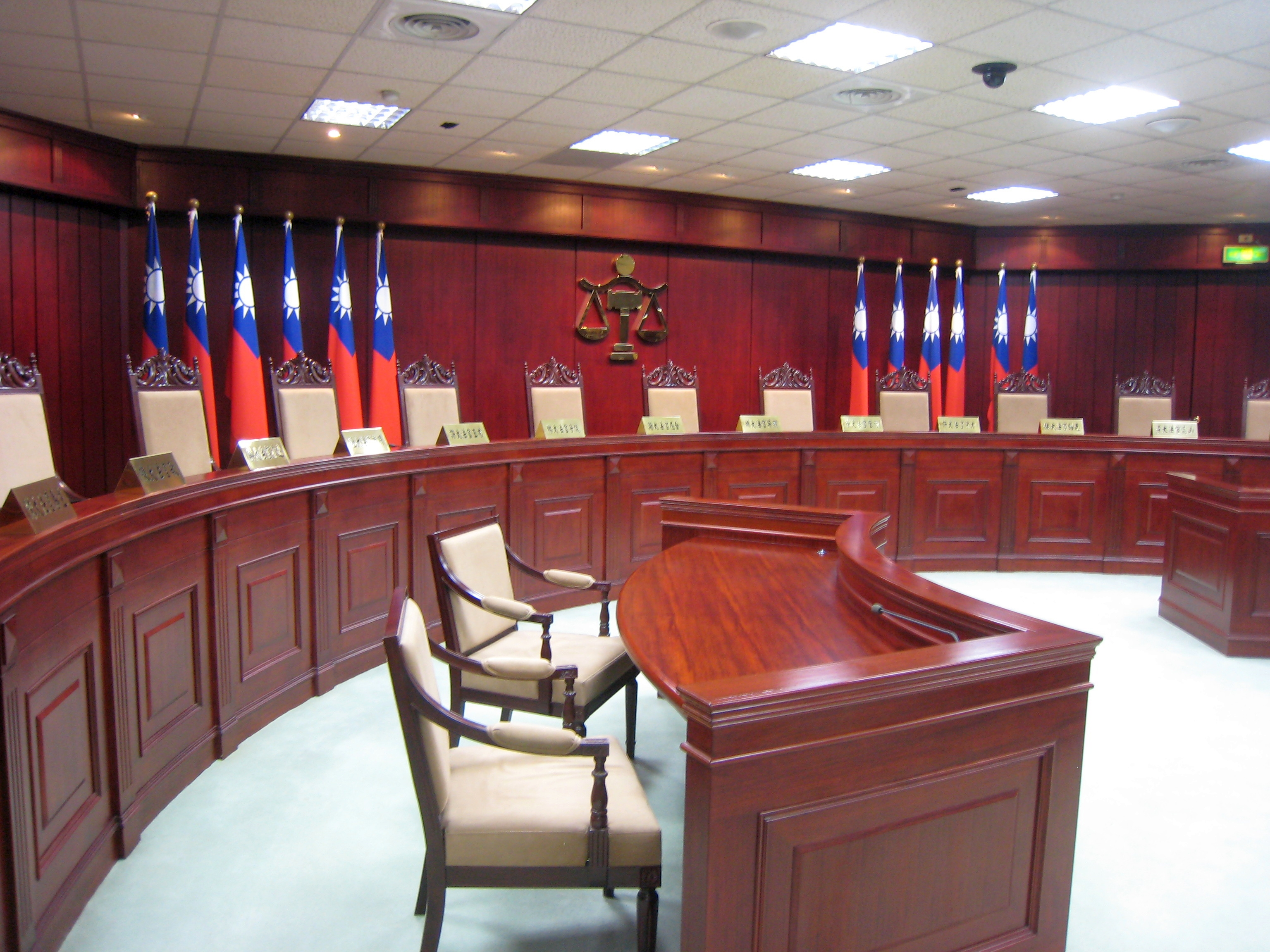
司法院憲法法庭

司法院依法具有解釋權、審判權、懲戒權及司法行政權。
| 解釋權 |
| --- |
| 司法院有統一解釋法令之權。 |
| 審判權 |
| - 司法院有審理違憲、總統及副總統彈劾及政黨解散案件之權，由司法院大法官組成憲法法庭以言詞辯論的方式進行裁判，法庭的審判長由院長擔任。被判決解散的政黨應即停止一切活動，而該黨於各級民意機關因政黨比例方式分配產生的民意代表席次，資格立即喪失，對於憲法法庭及審查庭的裁判不得聲明不服。 - 司法院現行實務上並不職司民事、刑事及行政審判，其民事及刑事審判由轄下的最高法院、高等法院及其分院、地方法院及其分院掌理，採三級三審制（例外採三級二審制），以第一、二審為事實審，第三審為法律審；而行政審判則由轄下的最高行政法院、高等行政法院高等行政訴訟庭及地方行政訴訟庭掌理，採三級二審制。 |
| 懲戒權 |
| 司法院設有懲戒法院掌理公務員的懲戒事項，懲戒法院採一級二審制，法官人數9至15人。並以其中1人為院長，係特任官，由總統任命。法官須超出黨派，依據法律獨立審判，並享有憲法保障的終身職待遇。 |
| 司法行政權 |
| 司法院院長、副院長依法擁有司法行政權，監督所屬各機關，依法行使職權。 |

中華民國憲法
- 第7章  司法

§77：司法院為國家最高司法機關，掌理民事、刑事、行政訴訟之審判及公務員之懲戒。
§78：司法院解釋憲法，並有統一解釋法律及命令之權。
§80：法官須超出黨派以外，依據法律獨立審判，不受任何干涉。
§81：法官為終身職，非受刑事或懲戒處分，或禁治產之宣告，不得免職。非依法律，不得停職、轉任或減俸。
§82：司法院及各級法院之組織，以法律定之。
中華民國憲法增修條文（2005年6月10日公布）
§5Ⅰ：司法院設大法官十五人，並以其中一人為院長、一人為副院長，由總統提名，經立法院同意任命之，自中華民國九十二年起實施，不適用憲法第七十九條之規定。司法院大法官除法官轉任者外，不適用憲法第八十一條及有關法官終身職待遇之規定。
§5Ⅱ：司法院大法官任期八年，不分屆次，個別計算，並不得連任。但並為院長、副院長之大法官，不受任期之保障。
§5Ⅲ：中華民國九十二年總統提名之大法官，其中八位大法官，含院長、副院長，任期四年，其餘大法官任期為八年，不適用前項任期之規定。
§5Ⅳ：司法院大法官，除依憲法第七十八條之規定外，並組成憲法法庭審理總統、副總統之彈劾及政黨違憲之解散事項。
§5Ⅴ：政黨之目的或其行為，危害中華民國之存在或自由民主之憲政秩序者為違憲。
§5Ⅵ：司法院所提出之年度司法概算，行政院不得刪減，但得加註意見，編入中央政府總預算案，送立法院審議。

## 組織架構
司法院依《中華民國憲法》及其增修條文而為全國最高司法機關，另依據《司法院組織法》規定設有各內部單位及直屬機關：

### 司法院本部單位
- 院長、副院長
- 大法官
  - 秘書長、副秘書長
    - 民事廳
    - 刑事廳
    - 行政訴訟及懲戒廳
    - 少年及家事廳
    - 司法行政廳
    - 憲法法庭書記廳
    - 秘書處
    - 人事處
    - 會計處
    - 統計處
    - 政風處
    - 新聞及法治宣導處
    - 公共關係處
    - 資訊處
    - 參事室
    - 法官評鑑委員會
    - 民間公證人任免委員會
    - 國家賠償事件處理委員會
    - 人權與兒少保護及性別友善委員會

### 各級法院及所屬機關
- 最高法院
  - 臺灣高等法院
（不對其分院管轄區之事件進行司法審判，僅對其行政督導。）
    - 臺灣臺北地方法院
    - 臺灣士林地方法院
    - 臺灣新北地方法院
    - 臺灣基隆地方法院
    - 臺灣桃園地方法院
    - 臺灣新竹地方法院
    - 臺灣宜蘭地方法院

  - 臺灣高等法院臺中分院
    - 臺灣苗栗地方法院
    - 臺灣臺中地方法院
    - 臺灣南投地方法院
    - 臺灣彰化地方法院

  - 臺灣高等法院臺南分院
    - 臺灣雲林地方法院
    - 臺灣嘉義地方法院
    - 臺灣臺南地方法院

  - 臺灣高等法院高雄分院
    - 臺灣高雄地方法院
    - 臺灣高雄少年及家事法院
    - 臺灣橋頭地方法院
    - 臺灣屏東地方法院
    - 臺灣澎湖地方法院

  - 臺灣高等法院花蓮分院
    - 臺灣臺東地方法院
    - 臺灣花蓮地方法院

  - 福建高等法院金門分院
    - 福建金門地方法院
    - 福建連江地方法院
- 最高行政法院
  - 臺北高等行政法院
  - 臺中高等行政法院
  - 高雄高等行政法院
- 智慧財產及商業法院
- 懲戒法院
- 法官學院

## 歷任院長、副院長

### 行憲前
國民政府時期之院長、副院長。
| 任次   | 到任時間   | 卸任時間  | 姓名   | 政黨       | 備註   |
| 院長   | 院長       | 院長      | 院長   | 院長       | 院長   |
| ------ | ---------- | --------- | ------ | ---------- | ------ |
| 1      | 1928年11月 | 1932年1月 | 王寵惠 | 中國國民黨 |        |
| 2      | 1932年1月  | 1932年3月 | 伍朝樞 | 中國國民黨 | 未到職 |
| 3      | 1932年3月  | 1947年4月 | 居正   | 中國國民黨 |        |
| 4      | 1947年4月  | 1948年7月 | 居正   | 中國國民黨 |        |
| 副院長 |            |           |        |            |        |
| 1      | 1928年11月 | 1932年1月 | 張繼   | 中國國民黨 |        |
| 2      | 1932年1月  | 1932年3月 | 居正   | 中國國民黨 |        |
| 3      | 1932年3月  | 1947年4月 | 覃振   | 中國國民黨 |        |
| 4      | 1947年4月  | 1948年7月 | 李文範 | 中國國民黨 |        |

### 行憲與動員戡亂時期
《中華民國憲法》中規定司法院院長、副院長由總統提名，經監察院同意任命。而其後之《動員戡亂時期臨時條款》對司法院相關規定無任何改動，但原本民選之監察院則不再改選。故自1948年至1991年任命之院長、副院長均由1948年選出之第一屆監察委員行使同意權。1991年《中華民國憲法增修條文》通過後由於監察院改為非民選機關，院長、副院長同意權改由國民大會行使。1997年以前院長、副院長並非由大法官兼任，任期亦與大法官不同。
| 任次   | 到任時間     | 卸任時間     | 姓名   | 政黨           | 備註                                     |
| 院長   | 院長         | 院長         | 院長   | 院長           | 院長                                     |
| ------ | ------------ | ------------ | ------ | -------------- | ---------------------------------------- |
| 1      | 1948年7月    | 1950年5月    | 王寵惠 | 中國國民黨     |                                          |
| 1      | 1950年5月    | 1958年3月    | 王寵惠 | 中國國民黨     | 任期内逝世                               |
| 1      | 1958年3月    | 1958年6月    | 謝冠生 | 中國國民黨     |                                          |
| 2      | 1958年6月    | 1965年7月    | 謝冠生 | 中國國民黨     |                                          |
| 2      | 1965年7月    | 1966年7月    | 謝冠生 | 中國國民黨     |                                          |
| 2      | 1966年7月    | 1971年12月   | 謝冠生 | 中國國民黨     | 任期内逝世                               |
| 3      | 1971年12月   | 1972年4月    | 田炯錦 | 中國國民黨     |                                          |
| 3      | 1972年4月    | 1972年7月    | 田炯錦 | 中國國民黨     |                                          |
| 3      | 1972年7月    | 1977年3月    | 田炯錦 | 中國國民黨     | 任期内逝世                               |
| 4      | 1977年4月    | 1979年7月    | 戴炎輝 | 中國國民黨     | 首位臺灣籍院長                           |
| 5      | 1979年7月    | 1987年5月    | 黃少谷 | 中國國民黨     |                                          |
| 6      | 1987年5月1日 | 1993年5月1日 | 林洋港 | 中國國民黨     |                                          |
| 6      | 1993年5月1日 | 1994年9月1日 | 林洋港 | 中國國民黨     |                                          |
| 7      | 1994年9月1日 | 1998年8月1日 | 施啟揚 | 中國國民黨     |                                          |
| 7      | 1998年8月1日 | 1999年2月1日 | 施啟揚 | 中國國民黨     | 因憲法修正，由時任大法官接任院長、副院長 |
| 副院長 |              |              |        |                |                                          |
| 1      | 1948年7月    | 1950年5月    | 石志泉 | 中國民主社會黨 |                                          |
| 1      | 1950年5月    | 1958年3月    | 謝冠生 | 中國國民黨     |                                          |
| 1      | 1958年3月    | 1958年6月    |        |                | 副院長代理院長                           |
| 2      | 1958年6月    | 1965年7月    | 傅秉常 | 中國國民黨     | 任期内逝世                               |
| 2      | 1965年7月    | 1966年7月    |        |                |                                          |
| 2      | 1966年7月    | 1971年12月   | 謝瀛洲 | 中國國民黨     |                                          |
| 3      | 1971年12月   | 1972年4月    | 謝瀛洲 | 中國國民黨     | 任期内逝世                               |
| 3      | 1972年4月    | 1972年7月    |        |                |                                          |
| 3      | 1972年7月    | 1977年3月    | 戴炎輝 | 中國國民黨     |                                          |
| 4      | 1977年4月    | 1979年7月    | 韓忠謨 | 中國國民黨     |                                          |
| 5      | 1979年7月    | 1987年5月    | 洪壽南 | 中國國民黨     |                                          |
| 6      | 1987年5月1日 | 1993年5月1日 | 汪道淵 | 中國國民黨     |                                          |
| 6      | 1993年5月1日 | 1994年9月1日 | 呂有文 | 中國國民黨     |                                          |
| 7      | 1994年9月1日 | 1998年8月1日 | 呂有文 | 中國國民黨     |                                          |
| 7      | 1998年8月1日 | 1999年2月1日 |        |                |                                          |

### 憲法增修後
《中華民國憲法增修條文》於1997年第四次增修後院長、副院長須由大法官兼任，其任期不受保障，不同於其他大法官。於1999年2月1日後任命之司法院正副院長皆為大法官兼任。2000年憲法第六次增修後，院長、副院長任命權由國民大會改為由立法院行使。
| 任次   | 到任時間       | 卸任時間       | 姓名   | 政黨       | 備註              |
| 院長   | 院長           | 院長           | 院長   | 院長       | 院長              |
| ------ | -------------- | -------------- | ------ | ---------- | ----------------- |
| 1      | 1999年2月1日   | 2003年9月30日  | 翁岳生 | 無黨籍     |                   |
| 2      | 2003年10月1日  | 2006年4月7日   | 翁岳生 | 無黨籍     |                   |
| 3      | 2006年4月7日   | 2007年9月30日  | 翁岳生 | 無黨籍     |                   |
| 4      | 2007年10月1日  | 2010年7月18日  | 賴英照 | 親民黨     | 2010年7月18日辭職 |
| 4      | 2010年7月19日  | 2010年10月12日 | 謝在全 | 無黨籍     |                   |
| 5      | 2010年10月13日 | 2016年10月31日 | 賴浩敏 | 無黨籍     |                   |
| 6      | 2016年11月1日  | 2024年10月31日 | 許宗力 | 無黨籍     |                   |
| 代理   | 2024年11月1日  | 現任           | 謝銘洋 | 無黨籍     | 總統指派代理院長  |
| 副院長 |                |                |        |            |                   |
| 1      | 1999年2月1日   | 2003年9月30日  | 城仲模 | 無黨籍     |                   |
| 2      | 2003年10月1日  | 2006年4月7日   | 城仲模 | 無黨籍     | 2006年4月7日辭職  |
| 3      | 2006年4月7日   | 2007年9月30日  | 賴英照 | 親民黨     |                   |
| 4      | 2007年10月1日  | 2010年7月18日  | 謝在全 | 無黨籍     |                   |
| 4      | 2010年7月19日  | 2010年10月12日 | 謝在全 | 無黨籍     | 副院長代理院長    |
| 5      | 2010年10月13日 | 2016年10月31日 | 蘇永欽 | 中國國民黨 | 2016年10月1日辭職 |
| 6      | 2016年11月1日  | 2024年10月31日 | 蔡烱燉 | 無黨籍     |                   |

## 司法大廈

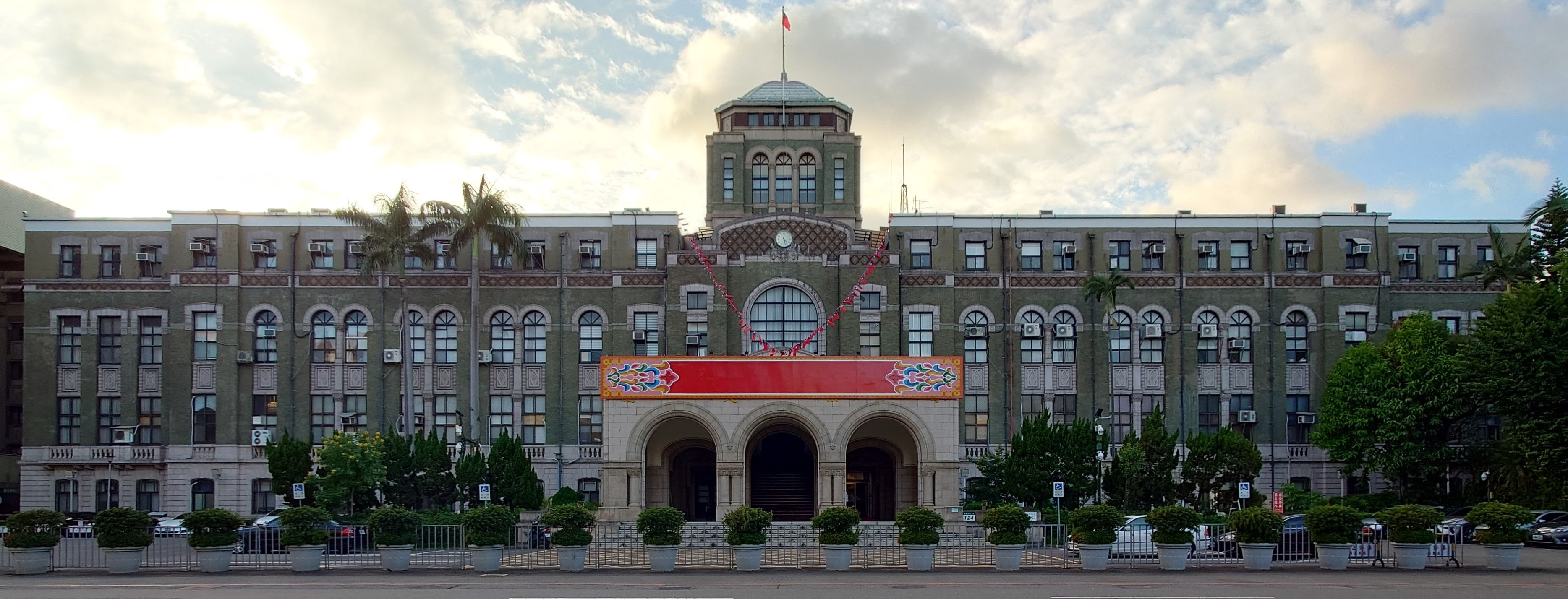
司法院現址：司法大廈

司法院辦公廳舍所在的司法大廈，始建於1929年，由臺灣總督府官員井手薰設計，歷時五年而於1934年竣工，為模仿拜占庭風格的非古典建築式樣，每層樓面積約一千八百餘坪，內設有臺灣總督府高等法院、檢察局及臺北地方法院等機關，為日治時期臺灣最高司法機關。1950年中央政府遷移臺灣後，司法院、最高法院及臺灣臺北地方法院於司法大廈內合署辦公；1985年，臺灣臺北地方法院遷出；1992年，最高法院也遷出；1998年7月30日，司法大廈經內政部指定公告為國定古蹟。司法大廈現為司法院、懲戒法院、臺灣高等法院及臺灣高等檢察署的所在地。

## 外部連結
- 司法院（页面存档备份，存于）（繁體中文）（英文）
- 司法院的Facebook專頁
- 司法院的Instagram帳戶
- YouTube上的Judicial Yuan 司法院影音頻道